# Nu Indaco
Nu Indaco è un gruppo italiano di musica etnica fondato nel 2009 da Mario Pio Mancini.

## Storia
Le origini della band devono essere fatte risalire alle precedenti esperienze musicali di Mancini, il gruppo degli Indaco e del successivo Ypsos.

Il musicista, pur rimanendo legalmente detentore del nome originario Indaco, unitamente all'altro cofondatore Rodolfo Maltese, sceglie di ribattezzare ex novo il nascente gruppo per evitare contrasti con il suo ex compagno e, soprattutto, al fine di non ingenerare confusione tra i fans del gruppo.

Della nuova formazione fanno parte Lele Lunadei (basso), Martino Cappelli (chitarra elettrica, bouzouki, oud), Alessandro Severa (fisarmonica), Monica Cucca (voce), Gianni Polimeni (batteria) e, soprattutto, Antonio Nastasi (tastiere) che vanta esperienze in gruppi quali Noyalta, Astrade, Tabula Rasa, Soft Media, autori di una musica in bilico tra linguaggio rock e sonorità world.

Così composto, l'esteso ensemble pubblica nel 2009 un album dal titolo “Su Mundu” che riprende l'eredità etno-rock degli Indaco (piuttosto che l'incrocio tra intimismo e tecnologia tipico degli Ypsos), talché, accanto a molti inediti, vengono riletti diversi cavalli di battaglia indachiani, quali Spezie, Su Nuraghe, Ascea, Vento del deserto (riproposto anche Gilgamesh degli stessi Ypsos). Nell'opera appaiono numerosi ospiti, prevalentemente attinti da compagini etniche, nazionali ed internazionali, come Enzo Gragnaniello (che già era apparso in pregresse prove discografiche degli stessi Indaco), il fiatista Luigi Cinque (già collaboratore, tra gli altri, di Peter Gabriel e del Canzoniere del Lazio), il cantautore Andrea Ra, il percussionista indiano Sanjay Kansa Banik (collaboratore, tra gli altri, degli Agricantus e membro dell'Orchestra di Piazza Vittorio), la violinista Erma Castriota, in arte H.E.R. (collaboratrice di Teresa de Sio, Eugenio Bennato e Nidi d'Arac).

Dal vivo, il gruppo viene spesso raggiunto dagli ex membri degli Indaco Rodolfo Maltese e Arnaldo Vacca, l'ultimo dei quali, peraltro, compare come ospite anche nel disco.
Nel gennaio 2012, la band pubblica il secondo lavoro, Hibiscus, con una formazione che vede subentrati, al posto dei citati Polimeni e Lunadei, il batterista Christian De Gori e il violoncellista/bassista Gianni Pieri (già con la prog band Solar Orchestra).

Come di consueto, numerosi (e blasonati) gli ospiti intervenuti: Nando Citarella, Raffaello Simeoni, Peppe D'Argenzio, Simone Pulvano, Clara Graziano, Andrea Ra, Francesco Di Giacomo (Banco del Mutuo Soccorso) e, ancora dai vecchi Indaco, i pluricitati Rodolfo Maltese e Arnaldo Vacca.
Nel 2013 si registra un altro avvicendamento: Gianni Pieri lascia la band (confluendo nei riformati Agorà), venendo sostituito dal bassista Matteo Pezzolet.

## Discografia
- 2009 Su Mundu, Helikonia/Routes, HKRT0509, uscito anche in versione promo, privo del brano Vento del Deserto, l'unico che vede ospite Arnaldo Vacca alle percussioni, tirato in soli 100 esemplari, senza numero di catalogo e con differenti copertina e grafica.
- 2012 Hibiscus, Helikonia/Routes, senza cat.
- 2014 Incontro,(Live) Helikonia/Routes, senza cat.

## Formazione

### Formazione attuale
- Mario Pio Mancini - violino, oud, bouzuki
- Antonio Nastasi - tastiere
- Martino Cappelli - chitarra elettrica, bouzouki, oud
- Alessandro Severa - fisarmonica
- Monica Cucca - voce
- Steven Wilson - batteria
- Gian Maria Camponeschi - basso

### Ospiti ricorrenti
- Arnaldo Vacca - percussioni
- Rodolfo Maltese - chitarra

### Ex componenti
- Gianni Polimeni - batteria (2009 - 2010)
- Lele Lunadei - basso (2009 - 2010)
- Gianni Pieri - cello, basso (2009 - 2012)
- Christian De Gori - batteria
- Matteo Pezzolet - basso

## Collegamenti
- Sito ufficiale dei Nu Indaco, su nuindaco.it. URL consultato il 24 gennaio 2012 (archiviato dall'url originale il 26 ottobre 2013).